# Osaris

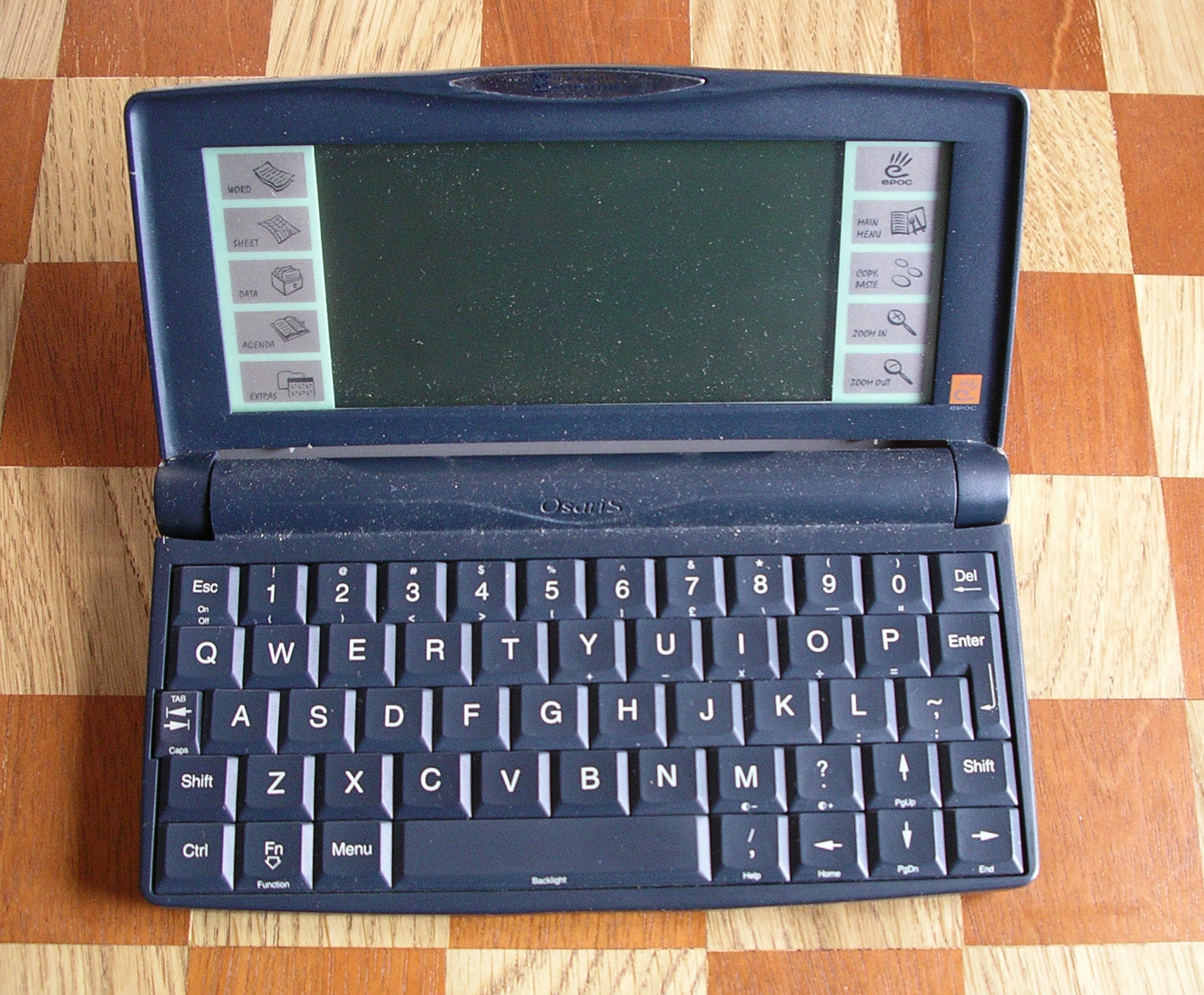
Osaris "otwarty" - (bok kwadratu w tle ma 5 cm)

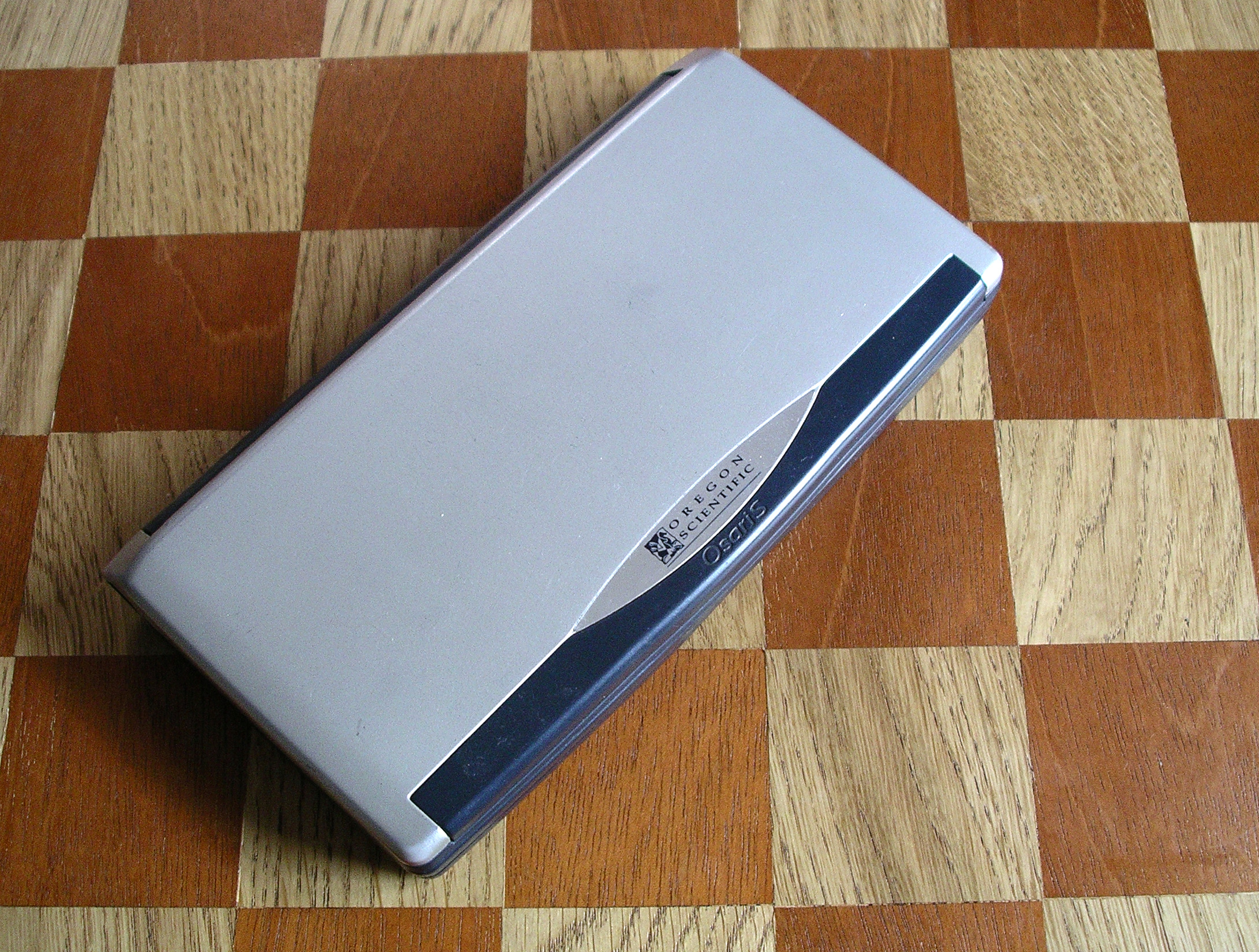
Osaris "zamknięty" - (bok kwadratu w tle ma 5 cm)

Osaris jest małym, przenośnym komputerem osobistym (PDA) wyposażonym w system operacyjny EPOC w wersji dystrybuowanej przez Oregon Scientific.
Osaris został wypuszczony na rynek w 1999 roku, kosztował wówczas £219.99 – £279.99. Osaris wyposażony został w procesor 18.432 MHz CL-PS7111 i był zasilany dwiema bateriami typu AA bądź bezpośrednio z zasilacza (6 V). Wyposażony był w ekran dotykowy o rozdzielczości 320×200 pikseli oraz był w stanie wyświetlać obraz w 16 odcieniach szarości. Posiadał również 10 klawiszy dostępu, po 5 na każdą stronę ekranu.
Z komputerem urządzenie łączyło się za pomocą kabla RS232 lub za pomocą IrDA (Podczerwień).
Osaris posiadał 8 MB wbudowanej pamięci ROM, i w zależności od modelu, 4 MB, 8 MB lub 16 MB pamięci RAM. Pamięć można było rozszerzać za pomocą kart pamięci Compact Flash. 
- Wymiary: 170 × 90 × 20 mm
- Waga: 250 g

Osaris jest jedynym wyprodukowanym urządzeniem wykorzystującym system EPOC release 4 (później nazwany Symbian).
Osaris w podstawowej wersji posiadał następujące programy:
- Agenda: Organizer czasu
- Data: Program składujący dane
- Jotter: Notes
- Time: Budzik
- Calc: Kalkulator
- World: Mapy, czas na świecie, numery kierunkowe
- Word: Edytor tekstu
- Sheet: Arkusz kalkulacyjny
- Program: Edytor programów